# Sancti-Spíritus, Salamanca
Sancti-Spiritus là một đô thị ở tỉnh Salamanca, cộng đồng tự trị Castile và Leon, Tây Ban Nha. Sancti-Spíritus có cự ly 70 km so với tỉnh lỵ Salamanca.
Sancti-Spíritus có dân số người (năm 2008), diện tích 141,90 km², nằm trên khu vực có độ cao 756 m trên mực nước biển.
Mã bưu chính là 37470.